# Iglesia greco-melquita católica

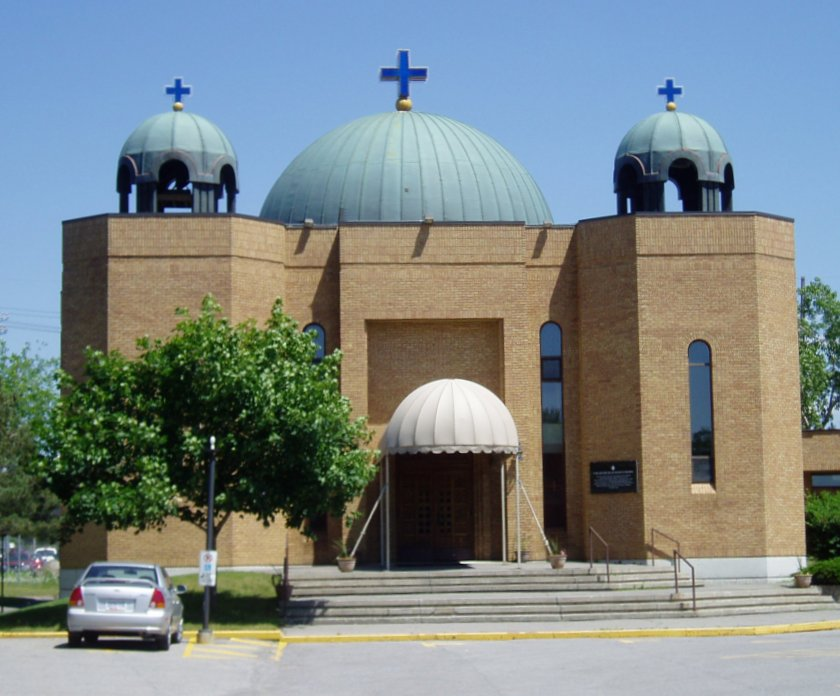
Iglesia de San Pedro y Pablo en Ottawa (Canadá).

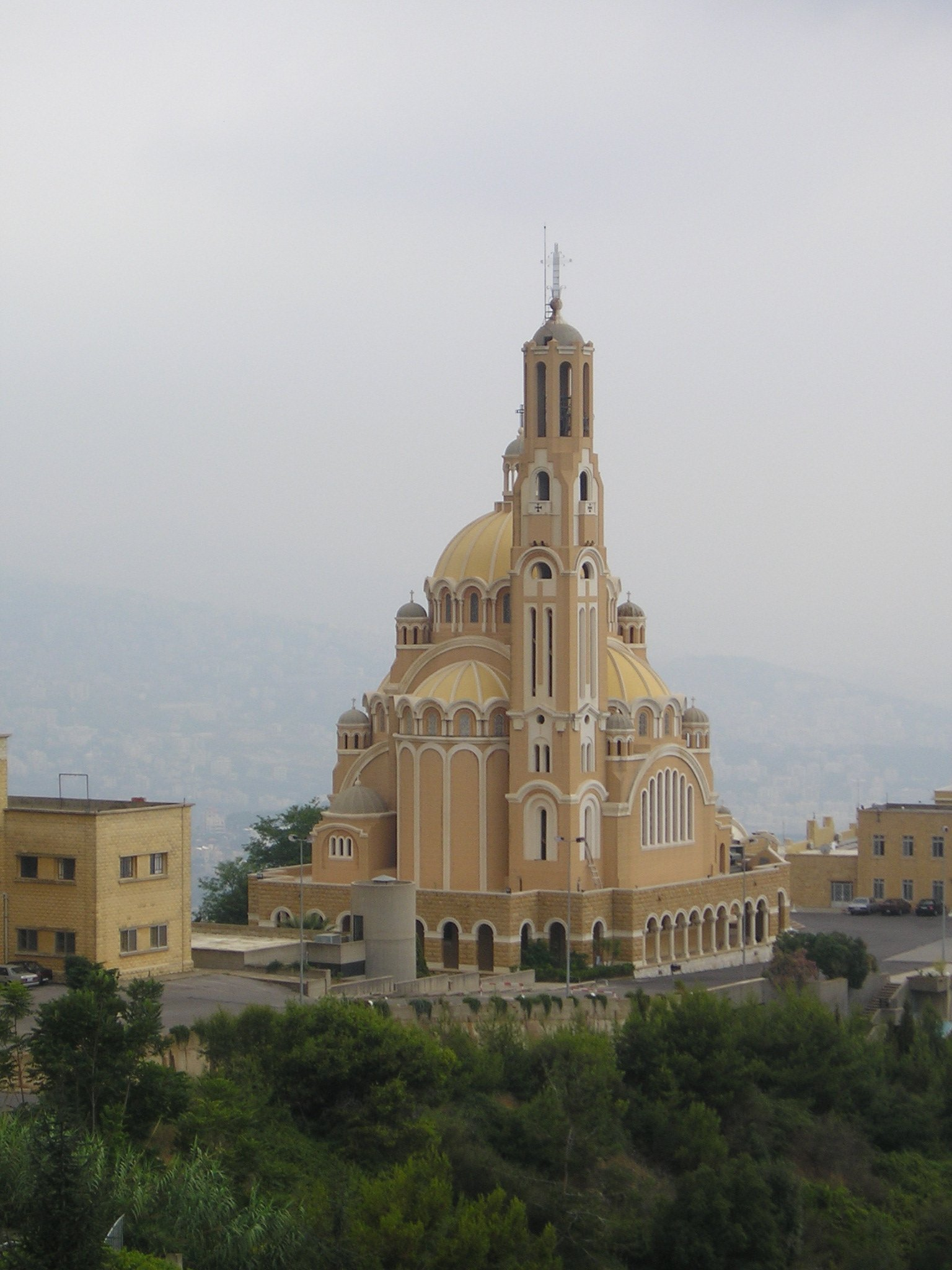
Iglesia de San Pablo en Harissa (Líbano).

La Iglesia greco-católica melquita o greco-melquita (en griego: Μελχίτικες Ελληνική Καθολική Εκκλησία, romanizado: Melchítikes Ellinikí Katholikí Ekklisía; en latín: Ecclesiae Graecae Melkitae Catholicae; en árabe: كنيسة الروم الملكيين الكاثوليك‎, romanizado: kanisat alruwm almalakiayn alkathulik, y en el Anuario Pontificio, en italiano: Chiesa Greco-Melkita) es una de las veinticuatro Iglesias sui iuris que conforman la Iglesia católica. Se trata de una Iglesia católica oriental que sigue la tradición litúrgica constantinopolitana (o bizantina), usando como lenguas litúrgicas el griego y el árabe. Está organizada como Iglesia patriarcal de acuerdo a la forma prescripta por el título IV del Código de los Cánones de las Iglesias Orientales (CCEO), bajo supervisión del Dicasterio para las Iglesias Orientales, y es presidida por el patriarca de Antioquía de los melquitas, cuya sede se encuentra en Damasco, Siria, y que lleva además los títulos de Jerusalén y de Alejandría.
La Iglesia melquita tuvo su origen en el Oriente Medio, pero hoy los católicos melquitas se han dispersado también por otros continentes, contando a finales de 2022 con 1 545 990 fieles. Esta Iglesia presenta la particularidad de su alta homogeneidad, ya que su clero y la mayoría de sus fieles son de lengua árabe.

## Historia

### Origen y cisma
Los orígenes de la Iglesia greco-católica melquita pueden trazarse desde el establecimiento del cristianismo en el Cercano Oriente. Cuando el cristianismo comenzó a esparcirse, los apóstoles predicaron el Evangelio en la región y fueron por primera vez llamados cristianos en la ciudad de Antioquía (Hechos de los Apóstoles 11:26), la sede histórica del patriarcado melquita. Se atribuye a los apóstoles Pablo de Tarso y Simón Pedro la fundación de la Iglesia de Antioquía en el período apostólico a mediados del siglo I, de la cual se cree que Pedro fue su primer obispo.
El Concilio de Nicea I en 325 estableció el sistema de metropolitanatos o provincias eclesiásticas y reconoció la primacía de honor a las sedes de Roma, Alejandría y Antioquía, quedando establecido el metropolitanato de Antioquía en la provincia romana de Siria. En este concilio participaron los obispos sirios de Damasco, Heliópolis (Baalbek), Emesa en Siria (Homs), Jabrud, Danaba (Sednaya), Alalis, Khomokara (Qara) y Seleucia (Malula). En 361 a raíz de las controversias arrianas se produjo el cisma meletiano que dividió la Iglesia antioquena en 4 partidos hasta 417. El Concilio de Constantinopla II en 381 otorgó poderes de inspección sobre varios metropolitanatos al metropolitano de Antioquía, que pasó a tener primacía sobre las Iglesias de la Diócesis del Oriente (provincias romanas de: Isauria, Cilicia, Chipre, Eufratensis, Mesopotamia, Osroena, Siria, Fenicia, Palestina I, Palestina II y Arabia Pétrea). En 416 el papa Inocencio I otorgó a la Iglesia de Chipre autonomía respecto al patriarcado de Antioquía, que el Concilio de Éfeso en 431 transformó en independencia. En 424 la Iglesia asiria del Oriente en el Imperio sasánida se desvinculó de Antioquía.
Después del Concilio de Calcedonia de 451 se oficializó el título de patriarca de Antioquía y fue creado el patriarcado de Jerusalén separando de Antioquía las provincias romanas de Palestina y Arabia Pétrea. La sociedad cristiana del Oriente Medio se vio profundamente dividida y los que aceptaron el concilio, eran principalmente grecoparlantes de las ciudades y fueron llamados melquitas (imperiales en siríaco) por los anticalcedonianos. Estos últimos eran predominantemente de habla siríaca, copta y armenia y dieron origen a las Iglesias miafisitas. En Antioquía se sucedieron patriarcas calcedonianos y anticalcedonianos hasta que se formalizó el cisma en 544 que dio origen a la Iglesia ortodoxa siria. En 467 la Iglesia de Iberia en Georgia pasó a ser autónoma dentro del patriarcado de Antioquía, independizándose en 1012.
Tras la batalla de Yarmuk en 636 los árabes expulsaron a los bizantinos de Siria, conquistaron Antioquía en 637 e introdujeron el islam. Aunque la cultura y la lengua griega permanecieron, especialmente entre los melquitas de Jerusalén, la tradición melquita se fusionó gradualmente con la lengua y la cultura árabe. El 28 de octubre de 969 los bizantinos reconquistaron Antioquía. Desde 609 Constantinopla designó patriarcas titulares de Antioquía que residían en esa ciudad, por lo que en 685 los maronitas del Líbano comenzaron a nombrar sus propios patriarcas de Antioquía dando lugar a la Iglesia maronita.
El 16 y 17 de julio de 1054 el patriarca de Constantinopla Miguel Cerulario y el cardenal Humberto de Silva Candida se excomulgaron mutuamente formalizando el Cisma de Oriente. Aunque el patriarca Pedro III de Antioquía intentó arbitrar entre ambas partes, posteriormente rompió también la comunión con Roma.

### Intentos de unión con la Iglesia católica
En 1084 los selyúcidas tomaron Antioquía reintroduciendo el islam en la ciudad. Los cruzados tomaron Antioquía el 3 de junio de 1098 y establecieron el Principado de Antioquía. Ellos reinstalaron al patriarca griego Juan IV e intentaron convertirlo al catolicismo, por lo que el patriarca huyó a Constantinopla y la sede quedó vacante. Desde ese momento los patriarcas griegos de Antioquía residieron en Constantinopla. Los cruzados de Antioquía eligieron en 1100 un patriarca de rito latino para presidir al patriarcado de Antioquía. En 1124 los musulmanes convierten en mezquita a la catedral de Alepo. En 1268 el sultán mameluco Baybars I conquistó de Antioquía y la destruyó, por lo que el patriarca latino de Antioquía pasó a residir en la curia romana y el patriarca ortodoxo residente en Constantinopla fue restaurado en Antioquía. El patriarcado de Antioquía abandonó el rito antioqueno y paulatinamente adoptó el bizantino. En el Concilio de Lyon II en 1274 fue proclamado el fin del cisma con la adhesión del patriarca Teodosio IV Villehardouin, pero duró hasta que el nuevo emperador bizantino Andrónico II Paleólogo repudió la unión en 1285. El patriarca Pacomio I trasladó la sede patriarcal a Damasco en fecha no precisada entre 1375 y 1386.
En el Concilio de Florencia en 1439 el patriarca de Constantinopla José II y el emperador Juan VIII Paleólogo aceptaron la unión con el Occidente esperando su ayuda para salvar a Constantinopla, al que adhirió el patriarca Doroteo I de Antioquía, pero la unión fue repudiada en 1443. Fue restaurada, sin embargo, por el patriarcado de Antioquía en 1457 y por los de Alejandría y de Jerusalén en 1460, pero no sobrevivió a la conquista otomana de Antioquía en 1516 y de Damasco, Jerusalén y Alejandría en 1517. Ninguna de esas uniones prosperó, y aunque los dos últimos emperadores de Constantinopla hicieron profesión de fe católica, no les llegó ninguna ayuda significativa. Luego de la toma de Constantinopla por los turcos otomanos en 1453 el sultán Mehmed II estableció el sistema de millets que puso al patriarca de esa ciudad como máxima autoridad civil sobre la Rum Millet, formada por los cristianos ortodoxos del Imperio, incluyendo a los melquitas. Desde 1534 los patriarcados de Alejandría y de Jerusalén fueron completamente helenizados.

### Establecimiento del patriarcado católico melquita de Antioquía
Desde 1342 frailes dominicos abrieron misiones en el Oriente Medio, particularmente en Damasco. Sus enseñanzas tuvieron una influencia importante sobre los clérigos melquitas y el pueblo, pero desde 1534 los jesuitas fueron realmente decisivos en la formación del partido católico en la Iglesia ortodoxa de Antioquía. Durante el siglo XVII jesuitas, capuchinos y carmelitas establecieron misiones con el consentimiento de los obispos ortodoxos locales en el Imperio otomano, arribando los capuchinos y los jesuitas a Alepo en 1625. Dos años después llegaron los carmelitas. En mayo de 1586 el patriarca emérito Michael Sabbagh envió una profesión de fe católica al papa y se mantuvo católico hasta su muerte en 1592. En 1634 el patriarca Eutimio II Karmah aceptó la unión con Roma, pero murió pocos meses después presumiblemente envenenado, iniciando una sucesión de patriarcas criptocatólicos de Antioquía. Su sucesor Eutimio III de Quíos mantuvo en secreto su adherencia a Roma a causa de lo ocurrido a Eutimio II Karmah. A él le siguió Macarios III Zaim, quien mantuvo buenas relaciones con el papa y es considerado también criptocatólico.
Luego de la muerte el 12 de junio de 1672 del patriarca Macarios III Zaim, su sobrino de 17 años Constantino Zaim fue elegido patriarca con ayuda del gobernador otomano de Damasco el 2 de julio de 1672 (12 de julio del calendario juliano). Fue consagrado obispo y entronizado con el nombre de Cirilo V Zaim. Su elección fue considerada nula debido a su edad por el patriarca ortodoxo de Jerusalén y el partido anti Constantino Zaim consiguió que el sultán y el patriarca de Constantinopla designaran en 1673 a Neófito de Quíos como patriarca de Antioquía, dividiéndose el patriarcado hasta la renuncia de Neófito en 1682. En 1685 el sultán expidió un firmán designando a Pablo Dabbas como patriarca de Antioquía, quien el 5 de julio de 1685 fue consagrado obispo y entronizado como patriarca Atanasio III Dabbas. Los siguientes 5 años el patriarcado estuvo dividido entre los partidarios de Cirilo V Zaim y Atanasio III Dabbas.
El 10 de abril de 1687 Atanasio III Dabbas hizo una profesión de fe católica y el 16 de junio de 1687 la Propaganda Fide confirmó su elección como patriarca. El 10 de agosto de 1687 el papa Inocencio XI lo consideró como legítimo patriarca católico de Antioquía. En octubre de 1694 Atanasio III Dabbas y Cirilo V Zaim llegaron a un acuerdo mediante el cual este último fue reconocido patriarca de Antioquía y el primero recibió 13 000 escudos franceses, el obispado de Alepo y el derecho a suceder al patriarca a su muerte. En 1698 la Santa Sede consideró nulo ese acuerdo y mantuvo su reconocimiento a Atanasio como patriarca hasta que el 6 de diciembre de 1701 el obispo de Tiro y Sidón, Eutimio Saifi (católico desde diciembre de 1683, uno de los 7 obispos que para 1717 reconocían al papa), fue designado en secreto por rescriptum ex audientia de la Propaganda Fide como administrador apostólico de todos los católicos del patriarcado melquita que no tuvieran un obispo católico propio. Saifi había creado la Orden basiliana del Santísimo Salvador en 1684. En 1716 Cirilo V Zaim hizo una profesión de fe católica y fue recibido en plena comunión con el papa el 9 de mayo de 1718, decisión que llevó a Atanasio a declararse nuevamente ortodoxo y a liderar el partido anticatólico. A la muerte de Cirilo V Zaim el 16 de enero de 1720, Atanasio lo sucedió y fue reconocido por el patriarca de Constantinopla, manteniendo su sede en Alepo. En 1722 Atanasio depuso a Saifi de su obispado y lo envió al exilio, muriendo este el 8 de octubre de 1723. Atanasio murió el 16 de enero de 1720 y en su lecho de muerte designó sucesor a su sobrino el monje chipriota Silvestre de Antioquía.
Aprovechando el favor del pachá de Damasco, un sobrino del fallecido Eutimio Saifi, el sacerdote Serafín Tanas, fue elegido el 20 de septiembre de 1724 (1 de octubre en el calendario juliano) por el partido procatólico de Damasco como patriarca de Antioquía. La elección fue hecha por un sínodo de 29 sacerdotes, 2 diáconos y algunos laicos, por lo que para validarla los dos obispos más cercanos fueron llamados apresuradamente, Neófito Nasri (obispo de Sednaya) y Basilios Finan (archimandrita del monasterio de San Salvador y obispo de Banias o Paneas). Los dos obispos consagraron obispo de Zahlé y Furzol a Eutimio Fadel, un religioso del monasterio de San Salvador. Los tres formaron un sínodo que aclamó a Cirilo VI Tanas como patriarca y fue consagrado en la catedral de Damasco el 1 de octubre de 1724 por Nasri, asistido por Finas y por Fadel. Tanas, para afirmar su autoridad en Damasco, consagró al hieromonje Metodio con el nombre de Macario como obispo consejero. Al conocer la muerte de Atanasio, el patriarca ortodoxo de Constantinopla Jeremías III y el sínodo constantinopolitano reconocieron como patriarca a Silvestre el 27 de septiembre de 1724 (8 de octubre del calendario juliano). Jeremías lo consagró obispo en Estambul el 8 de octubre de 1724, obteniendo inmediatamente un firmán de aprobación del sultán.
El pachá de Damasco, Othman Taouq, no logró obtener la aprobación del sultán Ahmed III, quien lo destituyó, mientras que en diciembre de 1724 Jeremías declaró inválida a la elección de Tanas y lo excomulgó, siendo forzado a huir en enero de 1725 cuando arribó un vicario de Silvestre con un mandato de arresto para él, el arzobispo de Alepo y los obispos consagrantes. Cirilo se refugió en una casa cercana al monasterio basiliano de San Salvador cerca de Sidón en el Líbano, en donde su seguridad fue garantizada por los emires Chehab. Silvestre llevó adelante una persecución contra los partidarios de Cirilo, tomando todas las iglesias y exiliando a muchos en Damasco y en Beirut. Nasri abandonó Sednaya en 1730 y se refugió en Roma. Esta persecución exacerbó las divisiones en la Iglesia antioquena y muchos melquitas mantuvieron en secreto el reconocimiento a Cirilo VI como patriarca, celebrando los oficios religiosos en sus casas de Damasco con sacerdotes llegados en secreto desde el Líbano. Otros católicos melquitas emigraron a Palestina o a Egipto. Esta dominación griega del patriarcado bizantino ortodoxo de Antioquía duró hasta 1899.
Cinco años después de la elección de Cirilo Tanas, el 8 de julio de 1729, la Propaganda Fide publicó el decreto de aprobación de la elección "válida y libre" de Cirilo VI, aprobación que estaba datada al 15 de marzo precedente por el papa Benedicto XIII. El 13 de agosto el capuchino Doroteo de la Santa Trinidad fue instruido para exigir y examinar la profesión de fe de Cirilo VI. El palio fue asignado el 29 de febrero de 1744. Desde ese momento, la Iglesia greco-católica melquita ha existido separadamente en dos jurisdicciones paralelas, aunque a la rama ortodoxa actualmente no se le refiere generalmente como melquita. En 1732 fue elegido por ambos partidos como metropolitano de Alepo Máximo Hakim, quien entró en comunión con el patriarca Cirilo VI Tanas. En 1757 el patriarca de Constantinopla designó un metropolitano para Alepo y los ortodoxos se apoderaron de las iglesias de la ciudad quedando desde entonces dividida la metrópolis entre católicos y ortodoxos, aunque la jerarquía melquita debió refugiarse en el Líbano hasta 1825.

### Desarrollo posterior
Una decisión de la Propaganda Fide de 13 de julio de 1772 dio al patriarca de Antioquía jurisdicción espiritual sobre Palestina y Egipto, es decir sobre los patriarcados melquitas de Alejandría y de Jerusalén.

Supplicandum sanctissimo pro extensione iurisdictionis patriarchae Antiocheni Graecorum Melchitarum ad universos Melchitas orthodoxos in patriarchatibus Alexandrino et Ierosolymitano degentes.

Esta decisión se tradujo en un decreto de la Propaganda Fide de 25 de julio de 1772:

intra fines patriarchatus Alexandrini et Ierosolymitani degentes deinceps ad beneplacitum sanctae Sedis subiectos esse debere ac fore spirituali iurisdictioni patriarchae Antiocheni.

El patriarca de entonces era Teodosio V Dahhan, quien residía en San Juan de Acre en Palestina. Fueron creadas parroquias en El Cairo y en Damieta, mientras que la de Alejandría no lo fue hasta principios del siglo XIX. Desde Egipto los comerciantes melquitas se establecieron en Livorno en Italia. El patriarca ortodoxo de Alejandría, Mateo (de 1746 a 1766), llevó adelante una persecución contra los melquitas.
En octubre de 1790 fue celebrado un sínodo melquita en el monasterio de San Salvador, convocado por el patriarca Atanasio V Jawhar. El concilio fijó el siguiente orden de precedencia de las sedes del patriarcado: Tiro y Sidón; Alepo; Damasco; Beirut; Bostra y Haurán; Acre; Amid; Homs; Qara, Sednaya y Yabrud, Caná de Galilea (obispo titular); Baalbek; Zahlé.
En 1798 los melquitas colaboraron con los invasores franceses de Egipto, formando incluso un regimiento. Cuando las fuerzas napoleónicas abandonaron Egipto en 1801 muchos melquitas los siguieron a Francia, especialmente a Marsella en donde crearon la parroquia de San Nicolás.
En el sínodo melquita de Qarqafé celebrado de 1806 en el monasterio de San Antonio de Kfarchima cerca de Beirut, el orden de las sedes fue el siguiente: Tiro, Alepo, Sidón, Beirut, Acre, Amida, Furzol, Homs, Baalbek. Este sínodo fue inspirado por Germano Adam, metropolitano de Alepo, introdujo varias doctrinas jansenistas y galicanas del Sínodo de Pistoia de 1786 y fue condenado por el papa Gregorio XVI en 1835.
El patriarca Agapito II Matar abrió el seminario de Ain-Traz en el Líbano en 1811, que se convirtió en su residencia habitual.
La guerra de Independencia griega (1821-1829) hizo que los ortodoxos perdieran influencia ante el sultán y el reconocimiento legal de la Iglesia católica por el Gobierno otomano ocurrió el 5 de enero de 1831, al establecerse la Katolik millet para los católicos orientales, poniendo al frente a un católico armenio y finalizando las persecuciones. Cuando el gobernante egipcio Mehemet-Ali invadió Siria y ocupó Damasco en junio de 1832 inmediatamente puso fin al estado de opresión en el que los católicos melquitas estaban en poder del patriarcado ortodoxo y comenzó la construcción de la catedral católica. El gobierno egipcio favorable a los cristianos finalizó en 1841.
Bajo dependencia civil de un sacerdote católico armenio, el 31 de octubre de 1837 el patriarca Máximo III Mazloum recibió como vicario autoridad civil sobre los miembros de su Iglesia en los tres patriarcados en el Imperio otomano, que antes dependía del patriarca de Constantinopla. El 13 de enero de 1838 el papa Gregorio XVI reconoció a Mazloum ad personam (sus sucesores debían solicitarlo) los títulos sobre los patriarcados de Alejandría y Jerusalén, por lo que su título fue patriarca católico greco-melquita de Antioquía y todo el Oriente, Alejandría y Jerusalén. Los patriarcas nombraron desde entonces vicarios patriarcales para cada sede: Damasco, Alejandría y Jerusalén. El 23 de mayo de 1848 Mazloum obtuvo el firmán que lo liberó civilmente y luego consiguió lo mismo para los obispos de Alepo, Beirut y Sidón, pudiendo regresar a Siria. El 23 de mayo de fue creada a millet melquita, pasando a ser Mazloum la máxima autoridad civil y religiosa sobre los católicos melquitas del Imperio otomano y poco después hizo construir una iglesia en Estambul y designó un representante ante el sultán. También construyó una catedral y una residencia patriarcal en Jerusalén en abril de 1848.
Mazloum convocó al sínodo de Jerusalén que se inauguró el 12 de mayo de 1849 y terminó el 15 de junio de 1849. El orden de las sedes episcopales en el sínodo fue: Beirut, Sidón, Alepo, Haurán, Homs, Zahlé, Acre, los vicarios de Jerusalén y de Alejandría y los titulares de Trípoli y de Baalbek. Este sínodo también fue desaprobado por la Santa Sede. En 1854 el patriarca Mazloum viajó a Egipto y construyó una catedral y una residencia patriarcal en Alejandría y falleció el 11 de agosto de 1855. En 1857 el patriarca Bahouth impuso el calendario gregoriano dando lugar a una rebelión de 4 obispos, pero la reforma logró triunfar. Luego de usar los títulos patriarcales de Alejandría y Jerusalén sin autorización papal, recibió una reprimenda y se disculpó. El 17 de noviembre de 1856 el papa se los concedió ad personam. En 1865 el patriarca Gregorio II comenzó a usar los títulos patriarcales de Alejandría y Jerusalén sin concesión, lo mismo que sus sucesores, sin que la Santa Sede lo objetara.
En 1889 existían las archieparquías de: Damasco, Tiro, Bosra y Huarán, Emesa y Apamea, Alepo, Beirut y Gibail, Sidón, Acre, Zahlé y Furzol, Baalbek, Banias.
De acuerdo al parágrafo XIII de la encíclica Orientalium dignitas del papa León XIII del 30 de noviembre de 1894 el territorio propio de la Iglesia melquita fue ampliado: Estendiamo al Patriarca Greco-Melchita la giurisdizione sopra tutti i fedeli del medesimo rito che dimorano entro i confini dell’Impero Turco («Extendemos la jurisdicción del patriarca greco-melquita sobre todos los fieles del mismo rito que habitan dentro de los confines del Imperio turco»). En 1894 el Imperio otomano abarcaba una parte de la península balcánica, la mayor parte del Mediterráneo, Asia Menor, Armenia, Irak, Siria, Líbano, Palestina, Transjordania, el Hijaz, Yemen, Egipto y Tripolitania.
En la elección del metropolitano de Alepo, Seleucia y Ciro como patriarca Cirilo VIII Geha en 1902 —y en el sínodo celebrado el 29 de junio de 1902— participaron los siguientes obispos:
- metropolitanos de: Tiro; Alepo, Seleucia y Ciro;
- archieparcas de: Bosra y Haurán; Homs, Hama, Yabrud y dependencias;
- eparcas de: Sidón y Deir el Qamar; Beirut y Jbeil; Trípoli de Siria y dependencias; San Juan de Acre, Haifa, Nazaret y toda la Galilea; Furzol, Zahlé y Becá; Banias y dependencias; Baalbek y dependencias;
- vicarios patriarcales de: Alejandría; arzobispo de Tarso y vicario general patriarcal en Damasco; metropolitano de Damieta y vicario patriarcal en Roma; metropolitano titular de Laodicia.

En 1912 comenzó la misión en Sudán, en donde estaban radicados comerciantes procedentes de Alepo.
La tutela otomana sobre el patriarcado melquita finalizó con la ocupación británica de Damasco el 1 de octubre de 1918.

## Autoridades
La autoridad suprema de la Iglesia católica es ejercida por el papa, obispo de Roma, o por los obispos en plena comunión con él reunidos solemnemente en un concilio ecuménico. La Iglesia greco-melquita, como parte de la Iglesia católica, se mantiene sujeta a la autoridad suprema de la Iglesia, aunque a ella se le reconoce cierto grado de autonomía como Iglesia patriarcal que le permite contar con una jerarquía propia y ser presidida por un patriarca con su sínodo.

### Patriarca

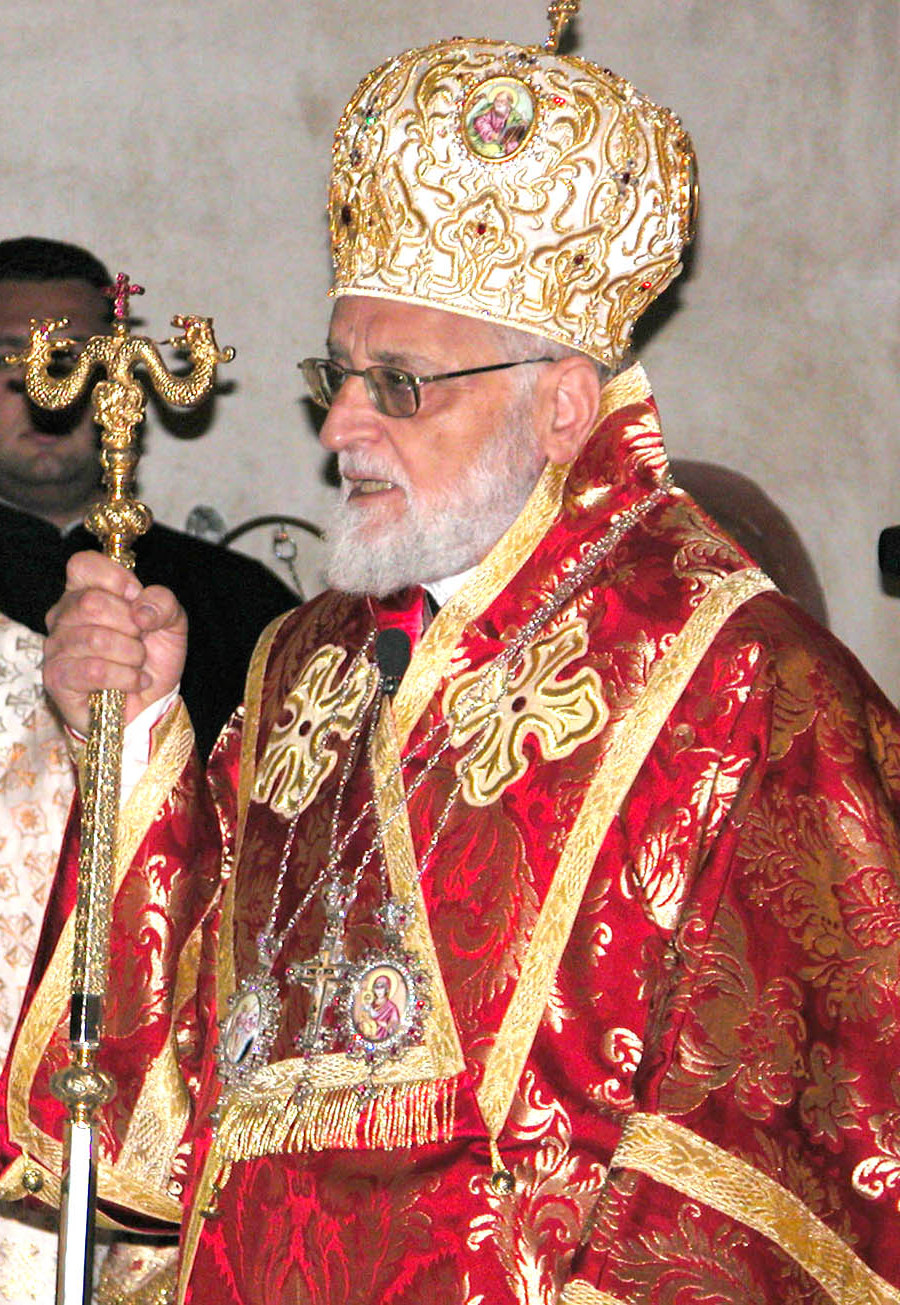
Gregorio III, patriarca entre 2000 y 2017.

La jerarquía propia de la Iglesia greco-melquita está encabezada por el patriarca de Antioquía de los melquitas, quien además a título personal es también patriarca de Alejandría y de Jerusalén. Las oficinas del patriarcado están en el área de Bab Sharqi en Damasco, Siria, donde también está la catedral de la eparquía propia del patriarca (Catedral de Nuestra Señora de la Dormición). El patriarca lleva el título de patriarca de la ciudad de Antioquía, de Cilicia, Siria, Iberia, Arabia, Mesopotamia, Pentápolis, Etiopía, y todo el Egipto y el Oriente entero, padre de los padres, pastor de los pastores, obispo de los obispos, el decimotercero de los santos apóstoles, pero se acostumbra abreviar su título como: patriarca de Antioquía y todo el Oriente, de Alejandría y de Jerusalén. Desde el 3 de julio de 2017 José I Absi es el patriarca número 173 después de san Pedro, de acuerdo a la cuenta llevada por el patriarcado.
De acuerdo a la autonomía que se le reconoce como patriarcado, el patriarca es elegido por el sínodo de la Iglesia greco-melquita y luego requiere la comunión eclesiástica del papa, sin la cual no debe convocar al sínodo ni ordenar obispos. En cuanto a la precedencia de honor en las Iglesias católicas orientales, el patriarca melquita de Antioquía comparte con los patriarcas maronita y  sirio-católico el segundo lugar, detrás del patriarca copto de Alejandría, en virtud de los cánones 58 y 59 § 2 del CCEO. El patriarca melquita es desde 1840 el protector espiritual de la Orden Militar y Hospitalaria de San Lázaro de Jerusalén, Belén y Nazaret, cuyo gran maestre es en la actualidad Francisco de Borbón y Escasany, V duque de Sevilla.
Listado de los patriarcas de la Iglesia greco-católica melquita según su fecha de elección por el calendario gregoriano desde la división del patriarcado
- Cirilo VI Tanas 		(20 de septiembre de 1724-30 de diciembre de 1759)
- Máximo II Hakim 		(1 de agosto de 1760-28 de noviembre de 1761)
- Teodosio VI Dahan 	(26 de diciembre de 1761-30 de marzo de 1788)
- Atanasio V Jawhar 	(24 de abril de 1788-21 de noviembre de 1794, fue antipatriarca entre 1765 y 1768)
- Cirilo VII Siage 		(30 de diciembre de 1794-16 de julio de 1796)
- Agapios III Matar 	(31 de agosto de 1796-21 de enero de 1812)
- Ignacio IV Sarruf 	(9 de febrero de 1812-6 de noviembre de 1812)
- Atanasio VI Matar 	(1 de agosto de 1813-8 de noviembre de 1813)
- Macario IV Tawil 		(29 de noviembre de 1813-3 de diciembre de 1815)
- Ignacio V Qattan 		(28 de junio de 1816-9 de febrero de 1833)
- Máximo III Mazlum 	(24 de marzo de 1833-11 de agosto de 1855)
- Clemente I Bahouth 	(19 de marzo de 1856-24 de septiembre de 1864)
- Gregorio II Youssef-Sayur (29 de septiembre de 1864-13 de julio de 1897)
- Pedro IV Géraigiry 	(24 de febrero de 1898-24 de abril de 1902)
- Cirilo VIII Geha 		(28 de junio de 1902-10 de enero de 1916)
- Demetrio I Qadi 		(29 de marzo de 1919-25 de octubre de 1925)
- Cirilo IX Moghabghab 	(8 de diciembre de 1925-8 de septiembre de 1947)
- Máximo IV Saigh 		(30 de octubre de 1947-5 de noviembre de 1967)
- Máximo V Hakim 		(22 de noviembre de 1967-16 de octubre de 2000)
  - Arzobispo Jean Assaad Haddad (administrador apostólico sede plena: 6 de junio de 2000-29 de noviembre de 2000)
- Gregorio III Laham 	(29 de noviembre de 2000-6 de mayo de 2017)
- José I Absi 	        (desde el 21 de junio de 2017)

### Sínodo patriarcal
El sínodo de la Iglesia greco-melquita católica está compuesto por todos los obispos greco-melquitas, incluso los auxiliares, y es convocado y presidido por el patriarca, quien debe tomar todas las decisiones importantes de acuerdo con él. Se reúne habitualmente una vez al año. Como las demás Iglesias orientales católicas autónomas, conforme al CCEO, por decisión sinodal y luego de consultar a la Santa Sede, el patriarca puede erigir, modificar y suprimir eparquías, así como nombrar a sus obispos. Los obispos son elegidos por el sínodo patriarcal de una lista de candidatos elaborada previamente por el sínodo y enviada por el patriarca al papa para su aprobación (can. 181-187). Fuera del territorio propio del patriarcado, el patriarca y el sínodo de la Iglesia greco-melquita tienen jurisdicción en materia litúrgica únicamente (can. 150); sin embargo, de acuerdo con el sínodo, el patriarca puede proponer al papa la erección de circunscripciones eclesiásticas greco-melquitas fuera de los límites de su territorio (can. 148). Los obispos greco-melquitas por fuera del territorio propio del patriarcado son nombrados por el papa entre al menos tres candidatos elegidos por el sínodo (can. 149).

### Curia patriarcal
En la sede patriarcal de Damasco se halla la curia del patriarcado greco-católico melquita, que comprende el sínodo permanente, los obispos de sedes titulares o eméritos asignados a la curia (hasta 3), el tribunal ordinario de la Iglesia patriarcal, el oficial de finanzas, el canciller patriarcal, la comisión litúrgica y otras comisiones. Los miembros de la curia son nombrados por el patriarca, a excepción del sínodo permanente presidido por el patriarca y con 4 obispos, uno elegido por el patriarca y 3 designados por quinquenio por el sínodo patriarcal. Se reúne normalmente 12 veces al año y acompaña al patriarca en decisiones menores.

## Circunscripciones eclesiásticas

### Dentro del territorio propio del patriarcado
De acuerdo al Anuario Pontificio 2018 dentro del territorio propio del patriarcado de Antioquía de los melquitas a fines de 2017 existían las siguientes circunscripciones eclesiásticas melquitas:
| Circunscripción                                                             | Tipo                                                                 | País/países                                             | Provincia eclesiástica             | Ciudad sede    | Fieles bautizados (2017) | Obispos | Parroquias | Sacerdotes seculares | Sacerdotes religiosos | Religiosos | Religiosas | Diáconos permanentes | Seminaristas |
| --------------------------------------------------------------------------- | -------------------------------------------------------------------- | ------------------------------------------------------- | ---------------------------------- | -------------- | ------------------------ | ------- | ---------- | -------------------- | --------------------- | ---------- | ---------- | -------------------- | ------------ |
| Alepo, Seleucia y Ciro                                                      | Archieparquía metropolitana                                          | Siria                                                   | Alepo                              | Alepo          | 18 000                   | 1       | 12         | 20                   | 1                     | 1          | 28         | 1                    | 4            |
| Beirut y Jbeil (o Beirut y Biblos)                                          | Archieparquía metropolitana                                          | Líbano                                                  | Beirut y Jbeil                     | Beirut         | 200 000                  | 2       | 88         | 60                   | 26                    | 76         | 186        | 1                    | 13           |
| Bosra y Haurán y del Jebel árabe                                            | Archieparquía metropolitana                                          | Siria                                                   | Bosra y Haurán                     | Jabab          | 12 000                   | 2       | 29         | 18                   | 0                     | 0          | 4          | 1                    | 3            |
| Damasco                                                                     | Archieparquía metropolitana y sede propia del patriarca de Antioquía | Siria                                                   | Damasco                            | Damasco        | 3000                     | 2       | 8          | 6                    | 3                     | 3          | 30         | 3                    | 10           |
| Homs (lleva los títulos de Hama y de Yabrud)                                | Archieparquía metropolitana                                          | Siria                                                   | Homs                               | Homs           | 70 000                   | 2       | 32         | 55                   | 22                    | 41         | 188        | 0                    | 26           |
| Tiro                                                                        | Archieparquía metropolitana                                          | Líbano                                                  | Tiro                               | Tiro           | 2857                     | 2       | 10         | 10                   | 0                     | 0          | 5          | 0                    | 0            |
| Acre, Haifa, Nazaret y toda la Galilea (o Ptolemaida o de San Juan de Acre) | Archieparquía                                                        | Israel                                                  | Inmediatamente sujeta al patriarca | Haifa          | 70 000                   | 2       | 29         | 29                   | 4                     | 9          | 38         | 4                    | 11           |
| Baalbek                                                                     | Archieparquía                                                        | Líbano                                                  | Inmediatamente sujeta al patriarca | Baalbek        | 27 000                   | 1       | 13         | 15                   | 1                     | 1          | 40         | 1                    | 2            |
| Latakia y Tartús (o Latakia y el Valle de los Cristianos)                   | Archieparquía                                                        | Siria                                                   | Inmediatamente sujeta al patriarca | Latakia        | 15 000                   | 1       | 18         | 13                   | 2                     | 2          | 7          | 0                    | 4            |
| Banias (o Paneas y Mariayoun o de Cesarea Filipo)                           | Archieparquía sufragánea                                             | Líbano (incl. parte del Golán Siria ocupado por Israel) | Tiro                               | Marjayoun      | 2575                     | 1       | 18         | 22                   | 2                     | 2          | 7          | 0                    | 0            |
| Petra y Filadelfia                                                          | Archieparquía                                                        | Jordania                                                | Inmediatamente sujeta al patriarca | Amán           | 30 000                   | 2       | 30         | 21                   | 0                     | 0          | 14         | 0                    | 6            |
| Sidón y Deir el Qamar                                                       | Archieparquía sufragánea                                             | Líbano                                                  | Tiro                               | Sidón          | 44 000                   | 1       | 63         | 36                   | 7                     | 14         | 9          | 0                    | 8            |
| Trípoli                                                                     | Archieparquía sufragánea                                             | Líbano                                                  | Tiro                               | Trípoli        | 10 000                   | 1       | 13         | 7                    | 0                     | 0          | 11         | 0                    | 1            |
| Zahlé y Furzol y todo el Becá                                               | Archieparquía sufragánea                                             | Líbano                                                  | Damasco                            | Zahlé          | 150 000                  | 2       | 39         | 10                   | 20                    | 20         | 38         | 0                    | 5            |
| Estambul                                                                    | Exarcado patriarcal                                                  | Turquía                                                 | Inmediatamente sujeta al patriarca | Estambul       | Sin datos (no operativo) | 0       | -          | -                    | -                     | -          | -          | -                    | -            |
| Irak                                                                        | Exarcado patriarcal                                                  | Irak                                                    | Inmediatamente sujeta al patriarca | Bagdad         | 200                      | 0       | 1          | 0                    | 0                     | 0          | 0          | 0                    | 0            |
| Kuwait                                                                      | Exarcado patriarcal                                                  | Kuwait                                                  | Inmediatamente sujeta al patriarca | Salwa          | Sin datos                | 0       | 1          | 1                    | 0                     | 0          | 0          | 0                    | 0            |
| Egipto, Sudán y Sudán del Sur                                               | Territorio dependiente del patriarca                                 | Egipto, Sudán y Sudán del Sur                           | Inmediatamente sujeta al patriarca | El Cairo       | 6200                     | 1       | 14         | 14                   | 0                     | 0          | 15         | 2                    | 0            |
| Jerusalén                                                                   | Territorio dependiente del patriarca                                 | Palestina e Israel                                      | Inmediatamente sujeta al patriarca | Jerusalén Este | 3300                     | 1       | 9          | 9                    | 4                     | 4          | 20         | 5                    | 0            |
| TOTAL                                                                       | -                                                                    | -                                                       | -                                  | -              | 664 132                  | 24      | 427        | 346                  | 92                    | 173        | 640        | 18                   | 93           |

El sínodo patriarcal de la Iglesia greco-melquita católica está encabezado por el patriarca y tiene directa jurisdicción para nombrar obispos y crear diócesis dentro de su territorio propio.
La sede propia del patriarca es la archieparquía metropolitana melquita de Damasco (Damascenus Graecorum Melkitarum) para la cual desde 1833 nombra un vicario patriarcal. La metrópolis de Damasco existe desde cerca del año 300. Entre 1375 y 1386 el patriarca Pacomio I trasladó a Damasco su sede desde Antioquía. Existió un metropolitano en Damasco hasta 1795 cuando la sede fue asumida por el patriarca. Comprende en Siria la gobernación de Damasco y la gobernación de la Campiña de Damasco (excepto los distritos de An-Nabek y Yabrud). La catedral de Nuestra Señora de la Dormición se halla en Damasco. De acuerdo al Anuario Pontificio 2016 tiene 3000 fieles en ocho parroquias, habiendo tenido 150 000 fieles en 2010 antes del comienzo de la guerra siria.
Es sufragánea de Damasco:
- - Archieparquía melquita de Zahlé y Furzol y todo el Becá (Mariamnensis Graecorum Melkitarum). La sede fue establecida en Furzol en el siglo V y trasladada a Zahlé en 1727 cuando se volvió católica, quedando unido el título de Furzol al ser definitiva la transferencia en 1774. El 18 de noviembre de 1964 fue promovida a archieparquía. Comprende en el Líbano los distritos de Zahlé y Becá Occidental en la gobernación de Becá. La catedral de Nuestra Señora de la Liberación se halla en Zahlé. De acuerdo al Anuario Pontificio 2016 tiene 150 000 fieles en 39 parroquias.

El patriarca nombra vicarios generales (protosincelos) para administrar como dependencias patriarcales los territorios coincidentes con las sedes patriarcales titulares. Un decreto de la Propaganda Fide publicado el 25 de julio de 1772 dio al patriarca de Antioquía jurisdicción sobre Palestina y Egipto como administrador apostólico de Alejandría y de Jerusalén para los melquitas y el 13 de enero de 1838 el papa Gregorio XVI reconoció a los patriarcas melquitas ad personam los títulos de patriarca de Jerusalén y de Alejandría. Desde 1997 estos territorios fueron reclasificados como territorios dependientes del patriarca, por lo que no son circunscripciones eclesiásticas, sino que partes del territorio del patriarcado bajo directa dependencia del patriarca. Tampoco estos territorios son patriarcados de Alejandría y de Jerusalén, ya que ambos son solo títulos del patriarca melquita.
- Territorio de Jerusalén dependiente del patriarca de Antioquía de los melquitas. La Iglesia de Jerusalén fue organizada por los apóstoles a partir de Pentecostés. El obispo de Jerusalén dependió del metropolitano de Cesarea Marítima (o Cesarea en Palestina) y el Concilio de Nicea I en 325 le otorgó especiales atributos honoríficos. El Concilio de Calcedonia en 451 creó el patriarcado de Jerusalén separando de Antioquía las provincias romanas de Palestina y Arabia Pétrea, aunque el título patriarcal comenzó a usarse recién en 531. Su jurisdicción abarcaba desde el mar Mediterráneo por una línea imaginaria que partía un poco al norte de Cesarea Marítima hasta las fuentes del río Yarmuk y desde allí hacia el este hasta el desierto arábigo. Por el desierto hasta el mar Rojo, el golfo de Aqaba y el de Suez y luego una línea hasta el Mediterráneo.[38] Tras el cisma de 1054 el patriarca rompió la comunión con el papa. Las cruzadas establecieron en 1099 el patriarcado Latino de Jerusalén, por lo que los patriarcas ortodoxos permanecieron exiliados en Constantinopla hasta 1187, y luego volvieron a Jerusalén. Un vicario patriarcal comenzó a ser nombrado desde 1836. En 1907 le fue segregada el área de Transjordania al norte del río Zarqa, que fue agregada a la archieparquía de San Juan de Acre y el 2 de mayo de 1932 perdió el resto de Transjordania al crearse la archieparquía de Petra y Filadelfia. Su territorio quedó reducido a las partes de Israel y Cisjordania al sur de la línea de Cesarea Marítima y a la Franja de Gaza. La catedral patriarcal de la Anunciación de la Virgen se halla en Jerusalén Oriental. En 1992 el vicariato patriarcal fue renombrado como exarcado patriarcal de Jerusalén y en 1997 como territorio dependiente del patriarca.[39] De acuerdo al Anuario Pontificio 2016 tiene 3160 fieles en ocho parroquias. Desde el 9 de febrero de 2018 lo encabeza el arzobispo Yasser Hanna Ayyash.
- Territorio de Egipto, Sudán y Sudán del Sur dependiente del patriarca de Antioquía de los melquitas o de Alejandría, Egipto y Sudán. La tradición atribuye a Marcos el Evangelista haber sido el primer obispo de Alejandría. Tras el rechazo del Concilio de Calcedonia de 451 por el patriarca Dióscoro I de Alejandría la línea de patriarcas de Alejandría osciló entre calcedonianos y monofisitas hasta la total separación de la Iglesia copta no calcedoniana por el patriarca Teodosio I en 535. Tras el cisma de 1054 el patriarca calcedoniano de Alejandría rompió la comunión con el papa. Un vicario patriarcal comenzó a ser nombrado desde 1816 para los melquitas católicos de Egipto. En 1992 el vicariato patriarcal fue renombrado como exarcado patriarcal, en 1997 como territorio dependiente patriarcal de Egipto y Sudán y finalmente en 2012 como territorio dependiente patriarcal de Egipto, Sudán y Sudán del Sur. Existen dos catedrales patriarcales: catedral de la Resurrección en El Cairo y catedral de la Dormición en Alejandría. El territorio se subdivide en tres vicariatos patriarcales: Alejandría (asiste también a Libia), El Cairo y Sudán, con archimandritas al frente de los dos primeros y un exarca patriarcal para Sudán y Sudán del Sur. Los católicos sirios y caldeos de Sudán y Sudán del Sur están bajo el cuidado de la parroquia de Nuestra Señora de la Anunciación en Jartum, sede del exarcado patriarcal que existe desde 1901. De acuerdo al Anuario Pontificio 2016 tiene 6200 fieles en trece parroquias, de las cuales hay doce en Egipto y una para Sudán y Sudán del Sur (tiene 300 fieles).

Exarcados patriarcales
- Exarcado patriarcal de Irak. Fieles melquitas comenzaron a establecerse en Irak a mediados del siglo XVIII. El exarcado patriarcal fue creado el 17 de septiembre de 1838. En mayo de 1994 pasó a ser administrado por el archieparca de Petra y Filadelfia y desde 2004 está vacante y bajo jurisdicción directa del patriarca. Comprende todo Irak y tiene una única parroquia, la de San Jorge en Bagdad.[40] De acuerdo al Anuario Pontificio 2016 tiene 200 fieles.
- Exarcado patriarcal de Estambul en Turquía. Quedó vacante desde 1957. No tiene parroquias y las pocas familias existentes fueron confiadas al vicario apostólico latino de Estambul el 25 de noviembre de 1996 en su calidad de administrador apostólico de los fieles bizantinos en Turquía. Entre septiembre de 1955 y 1957 fue destruida la única iglesia-parroquia en Estambul en los disturbios antigriegos y el exarca patriarcal abandonó Turquía. Representaba también a los maronitas y siríacos. No es listado en el Anuario Pontificio.[4]
- Exarcado patriarcal de Kuwait. Existe desde el 25 de marzo de 1972,[41] pero el 6 de marzo de 2003 el papa Juan Pablo II mediante un rescript ex-audientia —confirmado por Benedicto XVI el 16 de marzo de 2006—[42] decidió que todos los fieles de cualquier rito y nacionalidad en los dos vicariatos de Arabia dependan exclusivamente de los vicarios apostólicos latinos. El archimandrita Boutros Gharib —designado exarca patriarcal el 9 de agosto de 2002— continuó sin embargo en forma excepcional al frente de su parroquia en Salwa debido a que el patriarca melquita no acató la decisión papal.[43] Tenía 800 fieles temporarios de acuerdo al Anuario Pontificio 2007, no habiéndose publicado datos posteriores. El 22 de julio de 2020 el papa Francisco en otro rescriptum ex audientia decidió derogar las disposiciones de sus dos antecesores y extender la jurisdicción de los 6 patriarcas orientales sobre los dos vicariatos apostólicos de Arabia.

El resto del territorio propio de la Iglesia melquita está cubierto por las siguientes diócesis:
Archieparquías metropolitanas
- Archieparquía metropolitana melquita de Alepo, Seleucia y Cir (Aberoensis Graecorum Melkitarum). El archieparca fue a la vez visitador apostólico para los melquitas de Europa Occidental desde el 18 de diciembre de 1999 hasta el 4 de abril de 2018. La eparquía data del siglo IV, su primer obispo conocido es Eustacio de Antioquía hacia 320. Fue elevada a archieparquía en el siglo VI y a metrópolis en 1790. En 1844 le fue asignado el título de arzobispo de Seleucia y en 1869 el de Cyr (Kilis) para extender su jurisdicción a conversos ortodoxos de esa localidad. Comprende en Siria las gobernaciones de Alepo, Idlib, Al Raqa, Deir ez-Zor y Hasaka. La catedral de Nuestra Señora de la Dormición se halla en Alepo. De acuerdo al Anuario Pontificio 2016 tiene 18 000 fieles en 12 parroquias.
- Archieparquía metropolitana melquita de Beirut y Biblos o Gibail (Berytensis et Gibailensis Graecorum Melkitarum). La eparquía data de tiempos apostólicos y se atribuye su fundación al apóstol Judas Tadeo. Inicialmente sufragánea de Tiro, pasó a ser metrópolis durante el Concilio de Calcedonia en 451 y es católica desde 1736. La eparquía de Biblos (Jbeil o Gibail) fue unida a Beirut en el siglo VI y fue alternativamente sede de la metrópolis hasta que fue definitivamente fusionada con Beirut en 1828. Consiguientemente fue renombrada a Beirut y Biblos el 16 de agosto de 1881. En 1969 cedió Batrún a la archieparquía de Trípoli y su territorio quedó reducido en el Líbano a la gobernación de Beirut y en la gobernación del Monte Líbano a los distritos de Jbeil, Metn, Keserwan, Baabda, Aley, y la parte al norte del río Damour del distrito de Chouf. La catedral de San Elías se halla en Beirut. De acuerdo al Anuario Pontificio 2016 tiene 200 000 fieles en 83 parroquias.
- Archieparquía metropolitana melquita de Bosra y Haurán y del Jebel árabe (Bostrenus et Auranensis). La eparquía de Bosra data de tiempos apostólicos y según la tradición san Timón fue su primer obispo. Llegó a tener entre 20 y 25 sufragáneas, pero en tiempos islámicos desaparecieron. En 1687 Bosra pasó a ser archieparquía metropolitana. La archieparquía de Haurán fue establecida hacia 1750 y fusionada con Bosra en 1881, que fue renombrada a Bosra y Haurán. Comprende en Siria las gobernaciones de Dar'a, Sueida y Quneitra (incluyendo los Altos del Golán, excepto el área del monte Hermón). La catedral de Nuestra Señora de la Dormición se halla en Jabab. De acuerdo al Anuario Pontificio 2016 tiene 15 000 fieles en 31 parroquias.
- Archieparquía metropolitana melquita de Homs, Hama y Yabrud (Hemesenus Graecorum Melkitarum). Al momento de la formación de la Iglesia greco-católica melquita en 1724 el territorio estaba comprendido en tres eparquías: la metrópolis de Homs y las eparquías de Qara (Chonochoritanus Graecorum Melkitarum) y Yabrud, que posteriormente se unificaron a la metrópolis de Damasco. El 4 de marzo de 1849 la archieparquía de Hama (Epiphaniensis Graecorum Melkitarum) y la eparquía de Yabrud (Iabrudensis Graecorum Melkitarum) fueron añadidas como sedes titulares a la restablecida archieparquía metropolitana de Homs. Comprende en Siria las gobernaciones de Homs (excepto el distrito de Talkalakh) y Hama (excepto el distrito de Masyaf) y los distritos de An-Nabek y Yabrud de la gobernación de la Campiña de Damasco. La catedral de Nuestra Señora de la Paz se halla en Homs. De acuerdo al Anuario Pontificio 2016 tiene 31 000 fieles en 19 parroquias.
- Archieparquía metropolitana melquita de Tiro (Tyrensis Graecorum Melkitarum). La sede de Tiro data de tiempos apostólicos y tuvo muchas sufragáneas. En 1124 durante las Cruzadas pasó a ser una arquidiócesis latina, hasta la conquista mameluca de la ciudad en 1291 en que se volvió una sede titular latina y fue restaurada como melquita. En 1604 fue unida a Sidón y en 1683 se volvió católica. En 1724 estaba unida a las sedes de Sidón y Acre, que se separaron de nuevo en 1752 y 1753 respectivamente. Comprende en el Líbano el distrito de Tiro de la gobernación de Sur y el distrito de Bint Jbeil de la gobernación de Nabatiye.[44] La catedral de Santo Tomás se halla en Tiro. De acuerdo al Anuario Pontificio 2016 tiene 3020 fieles en 11 parroquias.

Son sufragáneas de Tiro las archieparquías de:
- - Archieparquía de Banias o Paneas y Mariayoun o Caesarea Philippi (Caesariensis/Paneadensis). En Banias, Caesarea Philippi o Paneas Jesucristo otorgó el primado a Simón Pedro. La sede data de tiempos apostólicos pero fue suprimida en 1768. El 25 de febrero de 1886 fue restaurada como eparquía y promovida a archieparquía el 18 de noviembre de 1964. Comprende en el Líbano los distritos de Hasbaya, Maryayún y Nabatiye de la gobernación de Nabatiye y el distrito de Rashaya en la gobernación de Becá. Es parte de también de su territorio el área del monte Hermón en los Altos del Golán en donde se encuentran las ruinas de Banias, que nominalmente es parte del distrito de Quneitra en la gobernación de Quneitra en Siria. La catedral de San Pedro se halla en Maryayún. De acuerdo al Anuario Pontificio 2016 tiene 2575 fieles en once parroquias.
  - Archieparquía melquita de Sidón y Deir el Qamar (Sidoniensis Graecorum Melkitarum). La sede data de tiempos apostólicos. En 1604 fue unida a Tiro y luego a Acre y en conjunto se volvió católica en 1683. Fue separada de Tiro en 1752 y el 18 de noviembre de 1964 fue promovida a archieparquía. Comprende en el Líbano los distritos de Sidón y Jezzine de la gobernación del Sur y la parte al sur del río Damour del distrito de Chouf de la gobernación del Monte Líbano. La catedral de San Nicolás se halla en Sidón. De acuerdo al Anuario Pontificio 2016 tiene 43 000 fieles en 63 parroquias.
  - Archieparquía melquita de Trípoli (Tripolitanus Graecorum Melkitarum). La sede es muy antigua y uno de sus obispos participó del Concilio de Nicea I. Fue suprimida y el 21 de marzo de 1897 fue restaurada como eparquía separándola de la archieparquía de Beirut. El 28 de abril de 1961 sus territorios sirios pasaron a constituir la archieparquía de Latakia. El 18 de noviembre de 1964 fue promovida a archieparquía y en 1969 se le añadió el distrito de Batrún separado de la archieparquía de Beirut. Comprende en Líbano toda la gobernación de Líbano Norte. La catedral de San Jorge se halla en Trípoli. De acuerdo al Anuario Pontificio 2016 tiene 10 000 fieles en trece parroquias.

Archieparquías
- Archieparquía melquita de San Juan de Acre, Haifa, Nazaret y toda la Galilea (Ptolemaidensis). La sede data de tiempos apostólicos y fue sufragánea de Tiro hasta el fin de las Cruzadas. En 1724 estaba unida a Tiro y a Sidón y fue restablecida en 1753. Fue nuevamente reunida con Tiro e independizada en 1804 con sede en Haifa. En 1907 le fue agregada el área al norte del río Zarqa en Transjordania, separada del patriarcado de Jerusalén. El 2 de mayo de 1932 le fue separado este último territorio para crear la archieparquía de Petra y Filadelfia y fue elevada a archieparquía el 18 de noviembre de 1964. Su límite sur coincide que el límite norte tradicional del patriarcado de Jerusalén, una línea imaginaria desde un poco al norte de Cesarea Marítima en el mar Mediterráneo hacia las fuentes del río Yarmuk en Jordania. Al norte de esta línea comprende en Israel el centro y norte del distrito de Haifa y la mayor parte del distrito Norte (excepto su parte sudeste y la Alturas del Golán) y en Cisjordania el extremo norte de la gobernación de Yenín. La catedral de San Elías se halla en Haifa. De acuerdo al Anuario Pontificio 2016 tiene 75 000 fieles en 32 parroquias.
- Archieparquía melquita de Baalbek (Heliopolitanus Graecorum Melkitarum). La eparquía data del siglo I, pero luego fue unificada con Damasco. En 1701 fue restablecida y el 18 de noviembre de 1964 fue promovida a archieparquía. Comprende en el Líbano la gobernación de Baalbek-Hermel. La catedral de Santa Bárbara se halla en Baalbek. De acuerdo al Anuario Pontificio 2016 tiene 20 000 fieles en trece parroquias.
- Archieparquía melquita de Latakia (y Tartús)  y el Valle de los Cristianos (Laodicenus Graecorum Melkitarum). Su territorio perteneció a la archieparquía de Trípoli desde principios del siglo XX hasta que el 28 de abril de 1961 con la parte perteneciente a Siria fue creada la archieparquía de Latakia. Simultáneamente fue suprimida la eparquía titular melquita de Laodicea en Siria (Laodicensis Melchitarum), que existió de 1896 a 1914 como archieparquía titular, fue suprimida y restaurada en 1922 como eparquia titular. Comprende las gobernaciones de Latakia y de Tartus, el distrito de Talkalakh en la gobernación de Homs y el distrito de Masyaf en la gobernación de Hama. La catedral de Nuestra Señora de la Anunciación se halla en Latakia. De acuerdo al Anuario Pontificio 2016 tiene 16 000 fieles en 18 parroquias.
- Archieparquía melquita de Petra y Filadelfia y toda la Transjordania (Petrensis et Philadelphiensis). Fue establecida el 2 de mayo de 1932 con el área transjordana de la archieparquía de San Juan de Acre y el sector del patriarcado de Jerusalén en Transjordania. Comprende toda Jordania. La catedral de San Jorge se halla en Amán. De acuerdo al Anuario Pontificio 2016 tiene 27 000 fieles en 30 parroquias.

### Fuera del territorio propio del patriarcado
De acuerdo al Anuario Pontificio 2018 fuera del territorio propio del patriarcado de Antioquía de los melquitas a fines de 2017 existían las siguientes circunscripciones eclesiásticas melquitas:
| Circunscripción                         | Tipo                | País/países               | Provincia eclesiástica                | Ciudad sede      | Fieles bautizados (2017) | Obispos | Parroquias | Sacerdotes seculares | Sacerdotes religiosos | Religiosos | Religiosas | Diáconos permanentes | Seminaristas |
| --------------------------------------- | ------------------- | ------------------------- | ------------------------------------- | ---------------- | ------------------------ | ------- | ---------- | -------------------- | --------------------- | ---------- | ---------- | -------------------- | ------------ |
| Newton                                  | Eparquía            | Estados Unidos            | Inmediatamente sujeta a la Santa Sede | Boston           | 23 342                   | 2       | 41         | 53                   | 14                    | 16         | 4          | 64                   | 3            |
| Nuestra Señora del Paraíso en México    | Eparquía            | México                    | Inmediatamente sujeta a la Santa Sede | Ciudad de México | 4746                     | 0       | 1          | 2                    | 3                     | 3          | 0          | 0                    | 3            |
| Nuestra Señora del Paraíso en São Paulo | Eparquía sufragánea | Brasil                    | São Paulo                             | São Paulo        | 446 600                  | 2       | 4          | 7                    | 2                     | 2          | 2          | 3                    | 0            |
| San Miguel en Sídney                    | Eparquía            | Australia y Nueva Zelanda | Inmediatamente sujeta a la Santa Sede | Darlington       | 54 526                   | 1       | 13         | 10                   | 2                     | 2          | 3          | 7                    | 0            |
| San Salvador en Montreal                | Eparquía            | Canadá                    | Inmediatamente sujeta a la Santa Sede | Montreal         | 36 193                   | 1       | 4          | 6                    | 7                     | 7          | 0          | 0                    | 0            |
| Argentina                               | Exarcado apostólico | Argentina                 | Inmediatamente sujeta a la Santa Sede | Córdoba          | 310 700                  | 1       | 3          | 0                    | 5                     | 5          | 0          | 1                    | 0            |
| Venezuela                               | Exarcado apostólico | Venezuela                 | Inmediatamente sujeta a la Santa Sede | Caracas          | 28 000                   | 1       | 6          | 3                    | 0                     | 0          | 0          | 1                    | 0            |
| TOTAL                                   | -                   | -                         | -                                     | -                | 904 107                  | 8       | 72         | 81                   | 33                    | 35         | 9          | 76                   | 6            |

Fuera del territorio canónico el papa ha creado diócesis melquitas que están bajo su directa jurisdicción, aunque los obispos participan del sínodo patriarcal melquita, que envía al papa una terna para que elija de ella al obispo de una sede vacante.
Eparquía sufragánea de arquidiócesis latina
- Eparquía de Nuestra Señora del Paraíso en São Paulo (Dominae Nostrae Paradisi S. Pauli Graecorum Melkitarum). El primer sacerdote melquita llegó a Brasil en 1939 y se convirtió en vicario general para los fieles melquitas al crearse el 14 de noviembre de 1951 el ordinariato para los fieles de rito oriental en Brasil. El 29 de noviembre de 1971 fue creada la eparquía como sufragánea de la arquidiócesis metropolitana de São Paulo. Cubre todo Brasil y la catedral de Nuestra Señora del Paraíso se halla en São Paulo, estado de São Paulo. De acuerdo al Anuario Pontificio 2016 tiene 443 000 fieles en seis parroquias.

Eparquías inmediatamente sujetas a la Santa Sede
- Eparquía de Nuestra Señora de la Anunciación en Newton (Neotoniensis Graecorum Melkitarum). La primera comunidad melquita en Estados Unidos se estableció en Nueva York en 1889. El 10 de enero de 1966 fue creado el exarcado apostólico melquita de Estados Unidos, que el 28 de junio de 1976 fue elevado a eparquía de Newton. Cubre todo Estados Unidos y la catedral de Nuestra Señora de la Anunciación se halla en el suburbio de Roslindale en Boston, Massachusetts. La concatedral de Santa Ana se halla en North Hollywood, un suburbio de Los Ángeles en California. De acuerdo al Anuario Pontificio 2016 tiene 25 147 fieles en 41 parroquias.
- Eparquía de Nuestra Señora del Paraíso en México (Dominae Nostrae Paradisi in Civitate Mexicana Graecorum Melkitarum). La llegada de fieles melquitas a México comenzó en el último cuarto del siglo XIX y el primer sacerdote se estableció en 1922. El 5 de diciembre de 1983 el papa Juan Pablo II nombró al arzobispo Boutros Raï visitador apostólico para los melquitas en México, Argentina y Venezuela. La eparquía fue creada el 27 de febrero de 1988, pero desde la muerte de Raï el 7 de junio de 1994 ha tenido administradores apostólicos. Cubre todo México y su única parroquia es la catedral de Porta Coeli, que se halla en la Ciudad de México. De acuerdo al Anuario Pontificio 2016 tiene 4700 fieles.
- Eparquía de San Miguel en Sídney (Sancti Michaëlis Sydneyensis Graecorum Melkitarum). La migración de los fieles de melquita a Australia comenzó a mediados del siglo XIX y en 1889 llegó el primer sacerdote. El 27 de marzo de 1987 fue creada la eparquía cubriendo toda Australia y el 22 de septiembre de 1999 el decreto n.º 163/97 de la Congregación para las Iglesias Orientales extendió su jurisdicción a Nueva Zelanda. Su catedral de San Miguel y todos los Ángeles se halla en el suburbio de Darlington en Sídney, Nueva Gales del Sur.[45] De acuerdo al Anuario Pontificio 2016 tiene 53 700 fieles en trece parroquias, de las cuales 12 parroquias están en Australia y una en Nueva Zelanda.
- Eparquía de San Salvador en Montreal (Sanctissimi Salvatoris Marianopolitanus Graecorum Melkitarum). La migración de los fieles de melquita a Canadá comenzó a finales del siglo XIX y su primer sacerdote se estableció en 1960. En 1972 Georges Coriaty fue nombrado por el papa Pablo VI visitador apostólico de los melquitas de Canadá. El 13 de octubre de 1980 fue creado el exarcado apostólico melquita de Canadá, que fue elevado a eparquía el 1 de septiembre de 1984. Cubre todo Canadá y su catedral de San Salvador se halla en la Montreal, Quebec. De acuerdo al Anuario Pontificio 2016 tiene 35 800 fieles en cuatro parroquias.

Exarcados apostólicos
- Exarcado apostólico greco-melquita católico de Argentina (Apostolicus Exarchatus Argentinae Graecorum Melkitarum). La migración de los fieles de melquita a Argentina comenzó a finales del siglo XIX y su primer sacerdote se estableció en 1910. El 19 de febrero de 1959 fue creado el ordinariato para los fieles de rito oriental en Argentina incluyendo a los melquitas. El 5 de diciembre de 1983 el papa Juan Pablo II nombró al arzobispo Boutros Raï visitador apostólico para los melquitas en México, Argentina y Venezuela. El 20 de abril de 2002 fue creado el exarcado apostólico con jurisdicción en toda Argentina. Tiene tres parroquias y su catedral de San Jorge se halla en Córdoba, provincia de Córdoba.[46] De acuerdo al Anuario Pontificio 2016 tiene 310 700 fieles en 3 parroquias.
- Exarcado apostólico melquita de Venezuela (Exarchatus Apostolicus Caracensis Graecorum Melkitarum). La emigración melquita a Venezuela comenzó antes de la Primera Guerra Mundial y en 1957 se estableció el primer sacerdote. El 5 de diciembre de 1983 el papa Juan Pablo II nombró al arzobispo Boutros Raï visitador apostólico para los melquitas en México, Argentina y Venezuela. El 19 de febrero de 1990 fue creado el exarcado apostólico con jurisdicción en toda Venezuela. Su catedral de San Jorge se halla en Caracas.[47] De acuerdo al Anuario Pontificio 2016 tiene 26 600 fieles en seis parroquias.

Parroquias y comunidades dispersas
Procuraduría melquita en Roma:
- Basílica de Santa María en Cosmedin en Roma, Italia. Fue cedida el 22 de noviembre de 1965 por el papa Pablo VI al patriarcado melquita y su archimandrita es el procurador del patriarcado en Roma.
- Iglesia de San Basilio agli Orti Sallustiani en Roma, Italia. Se encuentra actualmente bajo el cuidado pastoral de la Orden basiliana del Santísimo Salvador.

Parroquias dependientes de jurisdicciones latinas y ordinariatos orientales:
- Parroquia Saint Jean Chrysostome en Bruselas, Bélgica. Fue creada el 14 de septiembre de 1980 y depende de la arquidiócesis metropolitana de Malinas-Bruselas.
- Dependientes del ordinariato para los fieles de rito oriental de Francia están la parroquia Saint-Julien-le-Pauvre en París (creada en 1888)[49] y la parroquia Église Saint-Nicolas de Myre en Marsella (creada en 1821).[50]
- Parroquia Saint John Chrysostom en Londres, Reino Unido, depende de la arquidiócesis metropolitana de Westminster.

Comunidades y misiones:
- En Austria en el ordinariato para los fieles de rito bizantino de Austria existe una comunidad melquita con sede en la Heiligenstädter Kirche St. Jakob de Viena.
- En Malta los melquitas utilizan la iglesia de Our Lady of Damascus en La Valetta perteneciente a la Iglesia católica bizantina griega y bajo jurisdicción de la arquidiócesis metropolitana de Malta.
- En Suecia hay una misión entre los migrantes en Estocolmo (en Taby, Angered) y en Sollentuna en el sur de Suecia. Depende del Vikariatet för de orientalisk-katolska kyrkorna som är representerade i Sverige de la diócesis de Estocolmo.[51]
- Fray Cristian Dumitru Crişan es el visitador apostólico en Europa occidental de los greco-católicos melquitas desde el 9 de abril de 2008.

### Sedes titulares
La Iglesia católica conserva el recuerdo de diócesis desaparecidas que han sido catalogadas como sedes titulares melquitas y que regularmente son conferidas a obispos auxiliares, exarcas y obispos de la Curia Romana y de la melquita:
Archieparquías metropolitanas titulares
- Archieparquía titular de Apamea en Siria de los greco-melquitas (Apamenus in Syria Graecorum Melkitarum). Fue establecida en 1980.
- Archieparquía titular de Cesarea en Palestina de los greco-melquitas (Caesariensis in Palaestina Graecorum Melkitarum). Fue establecida en 1927.
- Archieparquía titular de Edesa en Osroena de los greco-melquitas (Edessenus in Osrhoëne Græcorum Melkitarum). Fue establecida en 1961.
- Archieparquía titular de Pelusio de los greco-melquitas (Pelusiotanus Graecorum Melkitarum).

Archieparquías titulares
- Archieparquía titular de Adana de los greco-melquitas (Adanensis Graecorum Melkitarum). Fue establecida en 1975.
- Archieparquía titular de Cesarea en Capadocia de los greco-melquitas (Caesariensis in Cappadocia Graecorum Melkitarum). Fue establecida en 1980.
- Archieparquía titular de Damieta de los greco-melquitas (Tomiathianus Graecorum Melkitarum). Fue suprimida como eparquía titular en 1935 y restaurada como archieparquía titular en 1961.
- Archieparquía titular de Hierápolis en Siria de los greco-melquitas (Hierapolitanus in Syria Graecorum Melkitarum). Fue establecida en 1961.
- Archieparquía titular de Mira de los greco-melquitas (Myrensis Graecorum Melkitarum). Fue suprimida como archieparquía titular en 1925 y restaurada como archieparquía titular en 1959. En 2002 fue rebajada a eparquía titular y nuevamente elevada a archieparquía titular el 17 de octubre de 2006.
- Archieparquía titular de Tarso de los greco-melquitas (Tarsensis Graecorum Melkitarum). Siendo previamente eparquía titular, fue elevada a archieparquía titular en 1981.

Eparquía titular
- Eparquía titular de Palmira de los greco-melquitas (Palmyrenus Graecorum Melkitarum). Fue establecida en 1951.

## Órdenes religiosas
- Orden basiliana de San Juan Bautista u orden basiliana soarita de San Juan Bautista (Ordo Basilianus S. Iohannis Baptistae Melkitarum). Es una orden monástica de derecho pontificio y fue establecida en 1697 por cinco monjes del monasterio de Nuestra Señora de Balamand, que en 1710 se establecieron en Dhour El Choueir (de allí soarita). Fue aprobada el 11 de junio de 1757. Su sede está en el convento de San Juan en Khonchara, Líbano. Cuenta con ocho monasterios y casas en Argentina, Australia, Italia, Líbano y Siria. La rama femenina, Congregación de hermanas basilianas soaritas, fue fundada en 1737 y aprobada en 1763.
- Orden de San Basilio de los melquitas de Alepo (Ordo Basilianus Aleppensis Melkitarum). Es una orden monástica de derecho pontificio y fue establecida en 1824 por división de la orden soarita, fue aprobada en 1832. Su sede está en el convento de San Salvador en Sarba-Joünié, Líbano. Cuenta con 10 monasterios y casas en Líbano y Siria. La rama femenina, Congregación de hermanas basilianas alepinas.
- Orden basiliana del Santísimo Salvador de los melquitas (Ordo Basilianus Ssmi Salvatoris Melkitarum). Es una orden monástica de derecho pontificio y fue establecida en 1684 por el obispo de Tiro y Sidón, Eutimio Saifi. Su sede está en el convento de San Salvador en Sidón, Líbano. Tiene 24 monasterios y casas. La rama femenina, Congregación de hermanas basilianas salvatorianas fue fundada en 1733.
- Sociedad de Misioneros de San Pablo (Societas Missionarium Sancti Pauli). Es una congregación religiosa clerical de derecho diocesano y fue establecida el 15 de agosto de 1903 en Harisa y aprobada el 5 de agosto de 1925. Su sede está en Joünié en el Líbano.